# Gudžarát

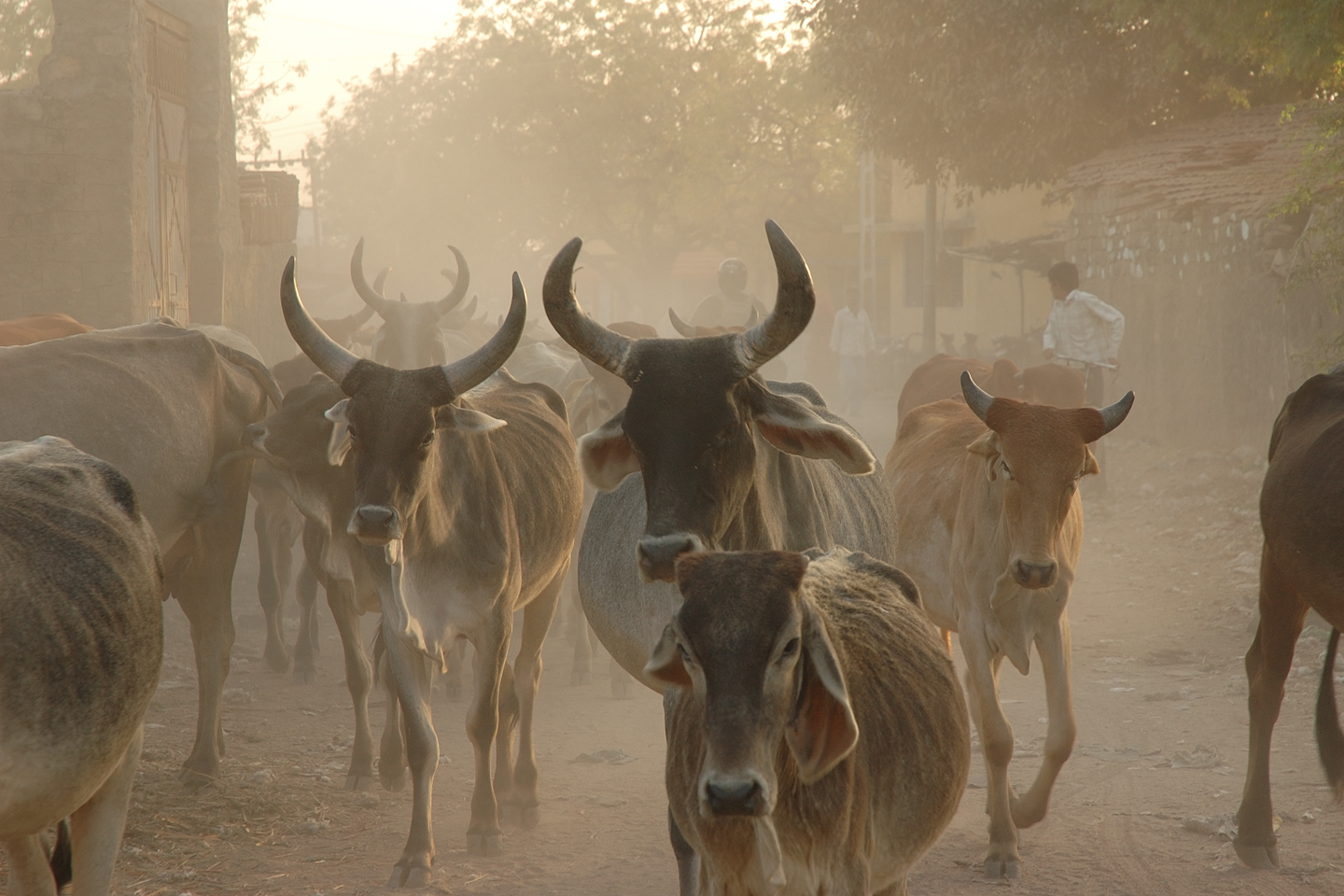
Dobytek ve vsi na okraji Kaččhské pouště

Gudžarát (gudžarátsky ગુજરાત, Gudžarát, anglicky Gujarat) je svazový stát v západní Indii. Na severozápadě sousedí s pákistánskou provincií Sindh, na severu s Rádžasthánem, na východě s Madhjapradéšem a na jihu s Maháráštrou a svazovým teritoriem Dádra a Nagar Havélí a Daman a Díu.
Jeho obyvatelé hovoří indoárijským jazykem gudžarátštinou, příbuznou hindštině. Gudžarát vznikl v roce 1960 rozdělením státu Bombaj (za britské vlády tzv. Bombajské prezidentství) podle jazykových hledisek na Gudžarát a Maháráštru.

## Obyvatelstvo
Podle sčítání z roku 2011 zde žilo 60 383 628 obyvatel a hustota zalidnění byla 308 obyvatel/km². Většinu obyvatel tvoří Gudžarátci, mezi větší etnické menšiny se řadí Marwari a Bihárci. Obyvatelstvo je většinově europoidního původu, drávidská příměs zde není tak výrazná jako v ostatních částech Indie vzhledem k poloze státu a jeho otevřenosti západní Asii, odkud mohli pronikat árijští nájezdníci. Hinduisté v roce 2011 tvořili 89,09 % obyvatel a muslimové 9,89 %; zbytek byla rozmanitá menší náboženství, např. judaismus, džinismus, zoroastrismus či křesťanství. K vyznavačům zoroastrismu patří Pársové, mnoho párských rodů, které hrály zásadní úlohu při rozvoji indického průmyslu, má kořeny právě v Gudžarátu.

### Jazyky
Gudžarátština je státní úřední jazyk. Pro 86% obyvatelstva státu Gudžarát (52 milionů lidí) je rodným jazykem  Podle sčítání lidu z roku 2001 jsou dalšími významnými jazyky bhilština (4,8%), hindština (4,7%, včetně mluvčích odrůd rádžasthánština), sindhština (1,9%), maráthština (1,5%) a urdština (1,1) %) 

## Ekonomika
Ekonomika Gudžarátu patří k nejrychleji rostoucím v Indii. Je zde vysoká ekonomická svoboda a jde o jedno z průmyslových center Indie. Je zde rozvinutý petrochemický průmysl. Pěstují se datle, bavlna, arašídy a cukrová třtina. Mezi další produkty patří mléko a mléčné výrobky.

## Zajímavosti
Nachází se zde nejvyšší socha světa. Takzvaná socha Jednoty představuje bojovníka za indickou nezávislost Vallabhbháího Patéla a měří 182 metrů. Nechal ji vystavět indický premiér Naréndra Módí. Socha Jednoty váží 67 tisíc tun. Je postavena tak, aby odolala silnému zemětřesení i velmi silnému větru. Na plášť sochy bylo použito 12 tisíc bronzových plátů o hmotnosti 1850 tun. Monument a jeho okolí zaujímá více než 20 tisíc metrů čtverečních, součástí je i umělé jezero o výměře 12 kilometrů čtverečních. Na soše pracovalo více než 2000 místních dělníků a několik stovek pracovníků z Číny.

## Správní členění
Gudžarát se dělí na 26 okresů (gudžarátsky જીલ્લા džíllá, pl. જીલ્લાઓ džílláó, anglicky district, pl. districts), 225 táluk a 18539 gámad.
- AH અમદાવાદ / Ahmadábád (Amadáváda) / Ahmedabad
- AM અમરેલી / Amrélí (Amarélí) / Amreli
- AN આણંદ / Ánand (Áṇañda) / Anand
- KA કચ્છ / Kaččha / Kutch
- KH ખેડા / Khéḍá / Kheda
- GA ગાંધીનગર / Gándhínagar (Gáñdhínagara) / Gandhinagar
- JA જામનગર / Džámnagar (Džámanagara) / Jamnagar
- JU જૂનાગઢ / Džúnágadh (Džúnágaḍha) / Junagadh
- DG ડાંગ / Dáng (Dáñga) / Dang
- TA તાપી / Tápí / Tapi
- DA દાહોદ / Dáhód (Dáhóda) / Dahod
- NR નર્મદા / Narmadá / Narmada
- NV નવસારી / Navsárí (Navasárí) / Navsari
- PA પાટણ / Pátan (Páṭaṇa) / Patan
- PO પોરબંદર / Pórbandar (Pórabañdara) / Porbandar
- PM પંચમહાલ / Pančmahál (Pañčamahála) / Panchmahal
- BK બનાસકાંઠા / Banáskánthá (Banásakáñṭhá) / Banaskantha
- BR ભરૂચ / Bharúč (Bharúča) / Bharuch
- BV ભાવનગર / Bhávnagar (Bhávanagara) / Bhavnagar
- MA મહેસાણા / Mahésáṇá / Mehsana
- RA રાજકોટ / Rádžkót (Rádžakóṭa) / Rajkot
- VD વડોદરા / Vaḍódará / Vadodara
- VL વલસાડ / Valsád (Valasáḍa) / Valsad
- SK સાબરકાંઠા / Sábarkánthá (Sábarakáñṭhá) / Sabarkantha
- ST સુરત / Surat (Surata) / Surat
- SN સુરેન્દ્રનગર / Suréndranagar (Suréndranagara) / Surendranagar